# Sia Abrasives
Die sia Abrasives Industries AG mit Sitz in Frauenfeld ist ein Anbieter von Schleifsystemen. Sie entwickelt, produziert und vertreibt komplette, auf spezifische Anforderungen und Anwendungen zugeschnittene Schleifsysteme zur Bearbeitung von Oberflächen von Werkstücken aller Art.
Heute befassen sich weltweit rund 1300 Menschen mit allen Aspekten des Schleifprozesses, verteilt über Forschung und Entwicklung, Herstellung und Produktion, Anwendungstechnik, Beratung und Verkauf. Weit über 90 Prozent der Produkte werden in über 80 Länder exportiert.
Die sia Abrasives Industries AG war bis zum 6. Juli 2009 an der SIX Swiss Exchange kotiert.

## Geschichte
Die Gründungszeit

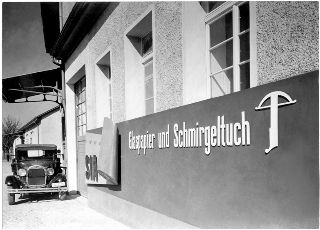
sia Abrasives im Jahre 1930

- 1867 Gründung einer chemischen Fabrik in Frauenfeld
- 1875 Erste Herstellung von flexiblen Schleifmitteln am heutigen Standort
- 1914 Umwandlung in eine Aktiengesellschaft

sia Abrasives stellt bereits seit der Jahrhundertwende als einziges Schweizer Unternehmen flexible Schleifmittel her.

Neuere Unternehmensgeschichte
- 1991 Trennung von Besitz und operativer Führung
- 1997 Management Buyout
- 1999 Börsengang
- 2000 125-jähriges Bestehen
- 2001 Expansion in den Vlies-Schleifmittelbereich mit der Akquisition der sia Fibral Ltd. (UK)
- 2005 Expansion in den Markt der Schleifmittel beschichteten Schaumstoffe (Schleifschwämme) mit der Akquisition der sia Abrafoam Ltd. (UK).
- 2008 Übernahme von sia Abrasives durch die Robert Bosch GmbH
- 2012 Inbetriebnahme neue Produktionsanlage (Maker 5)[1]
- 2015 Ankündigung Stellenabbau. Es werden rund 260 der 720 Arbeitsplätze gestrichen und nach Osteuropa sowie Deutschland verlagert.[2]

Innerhalb von 40 Jahren wuchs sia Abrasives von weniger als 150 Angestellten auf über 1000 Mitarbeitende.

## Produkte
Die Produktpalette von sia Abrasives reicht von klassischen flexiblen Schleifmitteln über Feinst-Schleifmittel, Vlies-Schleifmittel bis zu Schaumstoff-Schleifmitteln. Anwendungsbereiche für flexible Schleifmittel sind die Holz-, Platten- und Automobilindustrie sowie die Bereiche Metall und Composite.